# Lucian Piane
Lucian Piane (Kansas City, 4 de outubro de 1980), também conhecido na internet como RevoLucian, é um compositor e produtor musical americano. Ele compôs música para vários filmes, programas de televisão, produções teatrais e cantores, e recebeu o disco de platina da Associação Americana da Indústria de Gravação por seu trabalho de produção em Hairspray: Soundtrack to the Motion Picture. Piane também alcançou fama na Internet sob o nome de RevoLucian por seus remixes satíricos de techno, mais notavelmente em "Bale Out", que apresentava tiradas repletas de palavrões do ator Christian Bale feitas no set de Terminator Salvation. Participou como jurado convidado em algumas temporadas de RuPaul's Drag Race.

## Carreira
Piane se formou na Universidade de Nova Iorque em 2003 com um bacharelado em Música e Composição. Ele trabalhou em estreita colaboração com o compositor Marc Shaiman. Os dois colaboraram em filmes como Team America: World Police, Dizem por Aí... e Hairspray, bem como no show da Broadway Martin Short: Fame Becomes Me, e o 76º Oscar. Piane recebeu um  disco de platina da Associação Americana da Indústria de Gravação por seu trabalho de produção em Hairspray: Soundtrack to the Motion Picture. Piane compôs as músicas para o musical de 2006 "In Your Dreams", escrito por Zeke Farrow.
Piane compôs trilhas para o documentário da HBO "An Omar Broadway Film" e para o filme "Pretty Ugly People". Ele escreveu a música "Year End Rap", que o blogueiro Perez Hilton apresentou em seu especial da VH1, "What Perez Sez". Piane também escreveu a canção "Stunning" para Calpernia Addams em seu reality show, "Transamerican Love Story". Em 2009 trabalhou no álbum "Champion" de RuPaul. Piane compôs a música para o filme de terror de 2009, Sorority Row, e realizou os arranjos da música "The Clap" de Perez Hilton, gravado para a trilha sonora do filme "Another Gay Sequel: Gays Gone Wild". Em 2011 juntou-se à RuPaul novamente produzindo o álbum "Glamazon". Em 24 de fevereiro de 2014, seu terceiro álbum com RuPaul, Born Naked, foi lançado.

## Prêmios e indicações
| Ano  | Prêmio                       | Organização                                         | Trabalhos  | Categoria                                                                                  | Resultado |
| ---- | ---------------------------- | --------------------------------------------------- | ---------- | ------------------------------------------------------------------------------------------ | --------- |
| 2007 | Grammy Awards                | Academia Nacional de Artes e Ciências da Gravação   | Hairspray  | Melhor álbum de compilação de trilha sonora para um filme, televisão ou outra mídia visual | Indicado  |
| 2007 | Álbum de Platina             | Associação da Indústria de Gravação da América      | Hairspray  | Trilha sonora                                                                              | Ganhou    |
| 2009 | Best of the Web - The Urlies | Urlesque                                            | "Bale Out" | Melhor Remix do Ano                                                                        | Indicado  |
| 2009 | Prêmio Melhor de Clicker     | Clicker.com                                         | "Bale Out" | Vídeo viral recente favorito                                                               | Finalista |
| 2010 | Webby Award                  | Academia Internacional de Artes e Ciências Digitais | "Bale Out" | Melhor remix/mashup de vídeo                                                               | Indicado  |